# Sébastien Toutant
Sébastien Toutant (født 9. november 1992) er en canadisk snowboarder. Han har deltaget ved de olympiske vinterlege i 2014, 2018 og 2022 – ved vinter-OL 2018 blev han olympisk mester i kategorien Snowboard Big Air.
I 2011 ved X Games i Aspen vandt han guld i Slopestyle og sølv i Big Air som X Games rookie.